# 清元秀泰
清元 秀泰（きよもと ひでやす、1964年〈昭和39年〉1月1日 - ）は、日本の政治家、医師、医学者。学位は博士（医学）（香川医科大学〈現・香川大学〉）。兵庫県姫路市長（1期）。元東北大学医学部教授。姫路市出身。

## 来歴
兵庫県姫路市生まれ。父親は兵庫県議会議員を務めた清元功章。姫路市立谷内小学校、姫路市立城山中学校、兵庫県立姫路西高等学校卒業。経営コンサルタントの伊賀泰代は高校の同級生。1988年（昭和63年）3月、香川医科大学（現・香川大学）卒業。1992年（平成4年）3月、同大学大学院修了。姫路市医監の北窓隆子は大学の2年先輩。
1992年（平成4年）8月、テキサス大学ヘルスサイエンスセンターサンアントニオ校学術研究員になる。1995年（平成7年）9月、香川大学医学部附属病院に勤務。2010年（平成22年）10月、東北大学医学部医学系研究科に異動。2018年（平成30年）4月まで同大学教授を務めた。同年5月から東北大学客員教授となった。
2018年（平成30年）9月5日、任期満了に伴う姫路市長選挙に立候補する意向を表明した。
2019年（平成31年）4月21日に行われた姫路市長選挙では石見利勝市長の後継指名を受けた。地元選出の国会議員や連合兵庫などの支援を受け、組織力を生かした選挙戦を展開。元副市長の飯島義雄を破り初当選した。4月30日、市長就任。
※当日有権者数：433,604人 最終投票率：45.84%（前回比：－1.61pts）
| 候補者名 | 年齢 | 所属党派 | 新旧別 | 得票数    | 得票率 | 推薦・支持 |
| -------- | ---- | -------- | ------ | --------- | ------ | ---------- |
| 清元秀泰 | 55   | 無所属   | 新     | 109,365票 | 56.41% |            |
| 飯島義雄 | 59   | 無所属   | 新     | 84,507票  | 43.59% |            |

2023年に行われた姫路市長選挙では日本維新の会公認の元財務官僚を破り再選。

## 政策・人物
- 東北大学で教授を務めていたときに東日本大震災が起き、被災地で医療支援に当たった。外務大臣だった旧知の松本剛明衆議院議員に協力を仰ぐと、現場への通行許可証が発行されるなどして支援が進んだという。市長選出馬表明の際、当時を振り返り「政治の力はすごいと実感した」と述べた[2]。
- 2019年（令和元年）5月10日夜、姫路城三の丸広場で行われていた薪能に挨拶のため訪れていたところ、出演していた能楽師が倒れ、心肺停止となったが、医師免許を持つ清元が直ちに心肺蘇生法を実施し、一命を取り留める救急医療を行った[8]。
- 2021年（令和3年）3月8日、性的少数者（LGBTなど）の同性カップルが婚姻と同等の扱いを受けられる「パートナーシップ宣誓制度」について、同年度中の導入を目指す意向を明らかにした[9]。